# Notiobia brevicollis
Notiobia brevicollis är en skalbaggsart som beskrevs av Maximilien de Chaudoir. Notiobia brevicollis ingår i släktet Notiobia och familjen jordlöpare. Inga underarter finns listade i Catalogue of Life.